# Bóng chuyền tại Đại hội Thể thao Đông Nam Á 2009
Bóng chuyền tại Đại hội Thể thao Đông Nam Á năm 2009 được tổ chức tại Viêng Chăn, Lào, trong khuôn khổ SEA Games lần thứ 25. Môn bóng chuyền được chia thành hai nội dung chính với địa điểm và thời gian như sau:
- Bóng chuyền trong nhà  diễn ra tại Nhà thi đấu số 2, Khu phức hợp Thể thao Quốc gia, Viêng Chăn từ ngày 10 đến ngày 17 tháng 12 năm 2009. Nội dung thi đấu gồm cả nam và nữ, với vòng bảng, bán kết và chung kết. Đội tuyển nam Indonesia và nữ Thái Lan tiếp tục khẳng định vị thế ở nội dung này.
- Bóng chuyền bãi biển tổ chức tại Sân bóng chuyền bãi biển, cùng khu phức hợp với nội dung trong nhà. Đội nam vô địch là Indonesia (Andy Ardiyansah & Koko Prasetyo Darkuncoro), trong khi nội dung nữ cũng chứng kiến sự thống trị của Thái Lan

## Bảng huy chương
Source::93, 96
| Hạng               | Đoàn               | Vàng | Bạc | Đồng | Tổng số |
| ------------------ | ------------------ | ---- | --- | ---- | ------- |
| 1                  | Thái Lan (THA)     | 2    | 2   | 0    | 4       |
| 2                  | Indonesia (INA)    | 2    | 1   | 1    | 4       |
| 3                  | Việt Nam (VIE)     | 0    | 1   | 1    | 2       |
| 4                  | Myanmar (MYA)      | 0    | 0   | 1    | 1       |
| 4                  | Malaysia (MAS)     | 0    | 0   | 1    | 1       |
| Tổng số (5 đơn vị) | Tổng số (5 đơn vị) | 4    | 4   | 4    | 12      |

## Tóm tắt kết quả

### Bóng chuyền trong nhà
| Nội dung | Vàng | Bạc | Đồng |
| -------- | --- | --- | --- |
| Nam      | Indonesia (INA) · Adam · Affan Priyo Wicaksono · Agung Seganti · Andri Widiatmoko · Ayip Rizal · Bagus Wahyu Ardyanto · Didi Irwadi · Fadlan Abdul Karim · I Nyoman Rudi Tirtana · Joni Sugiatno · Muhamad Khasoni Mufid · Muhammad Riviansyah | Thái Lan (THA) · Jirayu Raksakaew · Kitsada Somkane · Kittikun Sriutthawong · Montri Vaenpradab · Nattapong Kesapan · Pissanu Harnkhomtun · Piyarat Toontupthai · Saranchit Charoensuk · Shotivat Tivsuwan · Somporn Wannaprapa · Yuranan Buadang · Wanchai Tabwises | Myanmar (MYA) · Aung Myat Tun · Kyaw Kyaw Htway · Kyaw Shwe · Kyaw Swar Win · Kyaw Zin Win Htut · Pain Tha · Sie Nyi Lay · Thein Swe · Win Tun Oo · Ye Min Aung · Ye Myint · Ye Yint Tun                                                                                           |
| Nữ       | Thái Lan (THA) · Amporn Hyapha · Em-Orn Phanusit · Kamonporn Sukmak · Malika Kanthong · Narumon Khanan · Nootsara Tomkom · Onuma Sittirak · Pleumjit Thinkaow · Tapaphaipun Chaisri · Utaiwan Kaensing · Wanna Buakaew · Wilavan Apinyapong    | Việt Nam (VIE) · Bùi Thị Huệ · Đặng Thị Hồng · Đinh Thị Diệu Châu · Đinh Thị Trà Giang · Đỗ Thị Minh · Hà Thị Hoa · Lê Thị Mười · Nguyễn Thị Ngọc Hoa · Nguyễn Thị Xuân · Phạm Thị Kim Huệ · Phạm Thị Yến · Tạ Thị Diệu Linh                                         | Indonesia (INA) · Agustin Wulandhari · Amalia Fajrina Nabila · Berllian Marsheilla · Gunarti Indahyani · Josefina Tahalele · Lailatul Aisyah · Maya Kurnia Indri Sari · Maya Puspita Widiastuty · Nety Dyah Puspitarini · Novia Andriyanti · Novriali Yami · Yunita Sari Ayu Iddha |

### Bóng chuyền bãi biển
| Nội dung | Vàng                                                         | Bạc                                             | Đồng                                               |
| -------- | ------------------------------------------------------------ | ----------------------------------------------- | -------------------------------------------------- |
| Nam      | Indonesia (INA) · Andy Ardiyansah · Koko Prasetyo Darkuncoro | Indonesia (INA) · Dian Putra Santosa · Suratna  | Việt Nam (VIE) · Nguyễn Trọng Quốc · Phạm Anh Tuấn |
| Nữ       | Thái Lan (THA) · Yupa Phokongploy · Kamoltip Kulna           | Thái Lan (THA) · Usa Tenpaksee · Jarunee Sannok | Malaysia (MAS) · Shun Thing · Teck Hua             |

## Bóng chuyền trong nhà

### Nam

#### Vòng sơ loại

##### Bảng A
| VT | Đội      | Tr | T | B | Đ | ST | SB | TSS   | ĐST | ĐSB | TSĐS  |
| -- | -------- | -- | - | - | - | -- | -- | ----- | --- | --- | ----- |
| 1  | Thái Lan | 2  | 2 | 0 | 4 | 6  | 0  | —     | 150 | 113 | 1,327 |
| 2  | Myanmar  | 2  | 1 | 1 | 3 | 3  | 3  | 1,000 | 135 | 125 | 1,080 |
| 3  | Lào      | 2  | 0 | 2 | 2 | 0  | 6  | 0,000 | 103 | 150 | 0,687 |

- Campuchia - Rút lui

| Ngày        |          | Điểm |          | Set 1 | Set 2 | Set 3 | Set 4 | Set 5 | Tổng  |
| ----------- | -------- | ---- | -------- | ----- | ----- | ----- | ----- | ----- | ----- |
| 11 tháng 12 | Thái Lan | 3–0  | Myanmar  | 25–16 | 25–21 | 25–23 |       |       | 75–60 |
| 12 tháng 12 | Lào      | 0–3  | Thái Lan | 19–25 | 14–25 | 20–25 |       |       | 53–75 |
| 13 tháng 12 | Myanmar  | 3–0  | Lào      | 25–14 | 25–17 | 25–19 |       |       | 75–50 |

##### Bảng B
| VT | Đội       | Tr | T | B | Đ | ST | SB | TSS   | ĐST | ĐSB | TSĐS  |
| -- | --------- | -- | - | - | - | -- | -- | ----- | --- | --- | ----- |
| 1  | Indonesia | 2  | 2 | 0 | 4 | 6  | 0  | —     | 151 | 112 | 1,348 |
| 2  | Việt Nam  | 2  | 1 | 1 | 3 | 3  | 4  | 0,750 | 156 | 163 | 0,957 |
| 3  | Malaysia  | 2  | 0 | 2 | 2 | 1  | 6  | 0,167 | 144 | 176 | 0,818 |

| Ngày        |           | Điểm |           | Set 1 | Set 2 | Set 3 | Set 4 | Set 5 | Tổng  |
| ----------- | --------- | ---- | --------- | ----- | ----- | ----- | ----- | ----- | ----- |
| 10 tháng 12 | Malaysia  | 0–3  | Indonesia | 11–25 | 24–26 | 21–25 |       |       | 56–76 |
| 12 tháng 12 | Indonesia | 3–0  | Việt Nam  | 25–20 | 25–22 | 25–15 |       |       | 75–56 |
| 14 tháng 12 | Việt Nam  | 3–1  | Malaysia  | 25–21 | 25–23 | 25–27 | 25–17 |       |       |

#### Vòng loại trực tiếp

##### Bán kết
| 15 tháng 12 năm 2009 16:00 UTC+7 | Thái Lan                     | '3'–1 | Việt Nam | Gymnasium 2 National Sport Complex |
| 15 tháng 12 năm 2009 16:00 UTC+7 | (25–22, 25–19, 15–25, 25–19) |       |          | Gymnasium 2 National Sport Complex |

| 15 tháng 12 năm 2009 18:00 UTC+7 | Indonesia             | '3'–0 | Myanmar | Gymnasium 2 National Sport Complex |
| 15 tháng 12 năm 2009 18:00 UTC+7 | (25–21, 25–18, 25–22) |       |         | Gymnasium 2 National Sport Complex |

##### Tranh hạng 5
| 15 tháng 12 năm 2009 14:00 UTC+7 | Lào                                 | '3–2' | Malaysia | Gymnasium 2 National Sport Complex |
| 15 tháng 12 năm 2009 14:00 UTC+7 | (22–25, 22–25, 25–19, 25–16, 15–13) |       |          | Gymnasium 2 National Sport Complex |

##### Tranh huy chương đồng
| 17 tháng 12 năm 2009 14:00 UTC+7 | Việt Nam              | 0–'3' | Myanmar | Gymnasium 2 National Sport Complex |
| 17 tháng 12 năm 2009 14:00 UTC+7 | (22–25, 21–25, 21–25) |       |         | Gymnasium 2 National Sport Complex |

##### Chung kết
| 17 tháng 12 năm 2009 16:00 UTC+7 | Thái Lan                            | 2–'3' | Indonesia | Gymnasium 2 National Sport Complex |
| 17 tháng 12 năm 2009 16:00 UTC+7 | (23–25, 25–21, 16–25, 28–26, 17–19) |       |           | Gymnasium 2 National Sport Complex |

#### Xếp hạng chung cuộc
| Hạng | Đội tuyển |
| ---- | --------- |
| 1    | Indonesia |
| 2    | Thái Lan  |
| 3    | Myanmar   |
| 4    | Việt Nam  |
| 5    | Lào       |
| 6    | Malaysia  |

| Vô địch bóng chuyền nam tại Đại hội Thể thao Đông Nam Á 2009 |
| ------------------------------------------------------------ |
| · Indonesia                                                  |

### Nữ

#### Vòng bảng
| VT | Đội       | Tr | T | B | Đ | ST | SB | TSS   | ĐST | ĐSB | TSĐS  |
| -- | --------- | -- | - | - | - | -- | -- | ----- | --- | --- | ----- |
| 1  | Thái Lan  | 3  | 3 | 0 | 6 | 9  | 1  | 9,000 | 249 | 156 | 1,596 |
| 2  | Việt Nam  | 3  | 2 | 1 | 5 | 7  | 4  | 1,750 | 250 | 192 | 1,302 |
| 3  | Indonesia | 3  | 1 | 2 | 4 | 4  | 6  | 0,667 | 185 | 206 | 0,898 |
| 4  | Lào       | 3  | 0 | 3 | 3 | 0  | 9  | 0,000 | 95  | 225 | 0,422 |

| Ngày        |           | Điểm |           | Set 1 | Set 2 | Set 3 | Set 4 | Set 5 | Tổng  |
| ----------- | --------- | ---- | --------- | ----- | ----- | ----- | ----- | ----- | ----- |
| 10 tháng 12 | Indonesia | 3–0  | Lào       | 25–6  | 25–17 | 25–11 |       |       | 75–34 |
| 11 tháng 12 | Indonesia | 1–3  | Việt Nam  | 7–25  | 25–22 | 14–25 | 21–25 |       | 67–97 |
| 12 tháng 12 | Lào       | 0–3  | Thái Lan  | 10–25 | 5–25  | 20–25 |       |       | 35–75 |
| 13 tháng 12 | Việt Nam  | 1–3  | Thái Lan  | 21–25 | 26–24 | 10–25 | 21–25 |       | 78–99 |
| 14 tháng 12 | Việt Nam  | 3–0  | Lào       | 25–13 | 25–4  | 25–9  |       |       | 75–26 |
| 14 tháng 12 | Thái Lan  | 3–0  | Indonesia | 25–16 | 25–10 | 25–17 |       |       | 75–43 |

#### Tranh huy chương đồng
| 16 tháng 12 năm 2009 14:00 UTC+7 | Indonesia            | '3'–0 | Lào | Gymnasium 2 National Sport Complex |
| 16 tháng 12 năm 2009 14:00 UTC+7 | (25–18, 25–8, 25–10) |       |     | Gymnasium 2 National Sport Complex |

#### Chung kết
| 16 tháng 12 năm 2009 16:00 UTC+7 | Thái Lan                     | 3–1 | Việt Nam | Gymnasium 2 National Sport Complex |
| 16 tháng 12 năm 2009 16:00 UTC+7 | (25–27, 25–12, 25–15, 25–20) |     |          | Gymnasium 2 National Sport Complex |

#### Kết quả chung cuộc
| Hạng | Đội tuyển |
| ---- | --------- |
| 1    | Thái Lan  |
| 2    | Việt Nam  |
| 3    | Indonesia |
| 4    | Lào       |

| Vô địch bóng chuyền nữ tại Đại hội Thể thao Đông Nam Á 2009 |
| ----------------------------------------------------------- |
| · Thái Lan                                                  |

## Bóng chuyền bãi biển

### Nam

#### Vòng loại trực tiếp
|  | Tứ kết 15 tháng 12           | Tứ kết 15 tháng 12           | Tứ kết 15 tháng 12           | Tứ kết 15 tháng 12           | Tứ kết 15 tháng 12 |                   |                      | Bán kết 16 tháng 12  | Bán kết 16 tháng 12 | Bán kết 16 tháng 12 | Bán kết 16 tháng 12 | Bán kết 16 tháng 12          |                              |                                   | Chung kết 17 tháng 12             | Chung kết 17 tháng 12             | Chung kết 17 tháng 12             | Chung kết 17 tháng 12             | Chung kết 17 tháng 12 |  |
|  |                              |                              |                              |                              |                    |                   |                      |                      |                     |                     |                     |                              |                              |                                   |                                   |                                   |                                   |                                   |                       |  |
|  | INA 1 Andy / Koko            | INA 1 Andy / Koko            | 21                           | 21                           |                    |                   |                      |                      |                     |                     |                     |                              |                              |                                   |                                   |                                   |                                   |                                   |                       |  |
|  | INA 1 Andy / Koko            | INA 1 Andy / Koko            | 21                           | 21                           |                    |                   |                      |                      |                     |                     |                     |                              |                              |                                   |                                   |                                   |                                   |                                   |                       |  |
|  | CAM 2 Hang / Sam             | CAM 2 Hang / Sam             | 16                           | 13                           |                    |                   |                      |                      |                     |                     |                     |                              |                              |                                   |                                   |                                   |                                   |                                   |                       |  |
|  | CAM 2 Hang / Sam             | CAM 2 Hang / Sam             | 16                           | 13                           |                    | INA 1 Andy / Koko | INA 1 Andy / Koko    | 21                   | 21                  |                     |                     |                              |                              |                                   |                                   |                                   |                                   |                                   |                       |  |
|  |                              |                              |                              |                              |                    | INA 1 Andy / Koko | INA 1 Andy / Koko    | 21                   | 21                  |                     |                     |                              |                              |                                   |                                   |                                   |                                   |                                   |                       |  |
|  |                              |                              | LAO 1 Phonetheva / Nanthaxay | LAO 1 Phonetheva / Nanthaxay | 13                 | 16                |                      |                      |                     |                     |                     |                              |                              |                                   |                                   |                                   |                                   |                                   |                       |  |
|  | PHI 1 Sasing / Verayo        | PHI 1 Sasing / Verayo        | LAO 1 Phonetheva / Nanthaxay | LAO 1 Phonetheva / Nanthaxay | 13                 | 16                | 16                   | 21                   | 13                  |                     |                     |                              |                              |                                   |                                   |                                   |                                   |                                   |                       |  |
|  | PHI 1 Sasing / Verayo        | PHI 1 Sasing / Verayo        |                              |                              |                    |                   |                      |                      |                     |                     |                     |                              |                              |                                   |                                   |                                   |                                   |                                   |                       |  |
|  | LAO 1 Phonetheva / Nanthaxay | LAO 1 Phonetheva / Nanthaxay | 21                           | 13                           | 15                 |                   |                      |                      |                     |                     |                     |                              |                              |                                   |                                   |                                   |                                   |                                   |                       |  |
|  | LAO 1 Phonetheva / Nanthaxay | LAO 1 Phonetheva / Nanthaxay | 21                           | 13                           | 15                 |                   | INA 1 Andy / Koko    | INA 1 Andy / Koko    | 21                  | 21                  |                     |                              |                              |                                   |                                   |                                   |                                   |                                   |                       |  |
|  |                              |                              |                              |                              |                    |                   |                      |                      |                     |                     |                     |                              |                              |                                   |                                   |                                   |                                   |                                   |                       |  |
|  |                              |                              | INA 2 Dian / Suratna         | INA 2 Dian / Suratna         | 17                 | 9                 |                      |                      |                     |                     |                     |                              |                              |                                   |                                   |                                   |                                   |                                   |                       |  |
|  | THA 1 Sangkachot / Sukto     | THA 1 Sangkachot / Sukto     | INA 2 Dian / Suratna         | INA 2 Dian / Suratna         | 17                 | 9                 | 21                   | 21                   | 13                  |                     |                     |                              |                              |                                   |                                   |                                   |                                   |                                   |                       |  |
|  | THA 1 Sangkachot / Sukto     | THA 1 Sangkachot / Sukto     |                              |                              |                    |                   | 21                   | 21                   | 13                  |                     |                     |                              |                              |                                   |                                   |                                   |                                   |                                   |                       |  |
|  | INA 2 Dian / Suratna         | INA 2 Dian / Suratna         | 23                           | 11                           | 15                 |                   |                      |                      |                     |                     |                     |                              |                              |                                   |                                   |                                   |                                   |                                   |                       |  |
|  | INA 2 Dian / Suratna         | INA 2 Dian / Suratna         | 23                           | 11                           | 15                 |                   | INA 2 Dian / Suratna | INA 2 Dian / Suratna | 21                  | 21                  |                     |                              |                              | Tranh huy chương đồng 17 tháng 12 | Tranh huy chương đồng 17 tháng 12 | Tranh huy chương đồng 17 tháng 12 | Tranh huy chương đồng 17 tháng 12 | Tranh huy chương đồng 17 tháng 12 |                       |  |
|  |                              |                              |                              |                              |                    |                   | INA 2 Dian / Suratna | INA 2 Dian / Suratna | 21                  | 21                  |                     |                              |                              |                                   |                                   |                                   |                                   |                                   |                       |  |
|  |                              |                              | VIE 1 Quốc / Tuấn            | VIE 1 Quốc / Tuấn            | 13                 | 15                |                      |                      |                     |                     |                     |                              |                              |                                   |                                   |                                   |                                   |                                   |                       |  |
|  | VIE 1 Quốc / Tuấn            | VIE 1 Quốc / Tuấn            | VIE 1 Quốc / Tuấn            | VIE 1 Quốc / Tuấn            | 13                 | 15                | 21                   | 8                    | 15                  |                     |                     | LAO 1 Phonetheva / Nanthaxay | LAO 1 Phonetheva / Nanthaxay | 16                                | 21                                | 15                                |                                   |                                   |                       |  |
|  | VIE 1 Quốc / Tuấn            | VIE 1 Quốc / Tuấn            |                              |                              |                    |                   |                      |                      |                     |                     |                     | LAO 1 Phonetheva / Nanthaxay | LAO 1 Phonetheva / Nanthaxay | 16                                | 21                                | 15                                |                                   |                                   |                       |  |
|  | THA 1 Yungtin / Sawangrueng  | THA 1 Yungtin / Sawangrueng  | 19                           | 21                           | 11                 |                   |                      | VIE 1 Quốc / Tuấn    | VIE 1 Quốc / Tuấn   | 21                  | 16                  | 17                           |                              |                                   |                                   |                                   |                                   |                                   |                       |  |

### Nữ

#### Vòng sơ loại

##### Bảng A
| VT | Đội                                       | Tr | T | B | Đ | ST | SB | TSS   | ĐST | ĐSB | TSĐS  |
| -- | ----------------------------------------- | -- | - | - | - | -- | -- | ----- | --- | --- | ----- |
| 1  | THA 1 Yupa Phokongploy Kamoltip Kulna     | 4  | 4 | 0 | 8 | 8  | 0  | —     | 168 | 100 | 1,680 |
| 2  | VIE 1 Nguyễn Thị Mai Trương Thị Yến       | 4  | 2 | 2 | 6 | 5  | 4  | 1,250 | 161 | 138 | 1,167 |
| 3  | INA 1 Ayu Cahyaningsiam Devota Rahawarin  | 4  | 2 | 2 | 6 | 4  | 5  | 0,800 | 160 | 163 | 0,982 |
| 4  | LAO 2 Chanaloun Vongsaya Pany Nanhthavong | 4  | 2 | 2 | 6 | 4  | 4  | 1,000 | 144 | 146 | 0,986 |
| 5  | MAS 2 Jessie Lee Jay See Chia Chou Hwa    | 4  | 0 | 4 | 4 | 0  | 8  | 0,000 | 82  | 168 | 0,488 |

| 10 tháng 12 năm 2009 09:45 UTC+7 51 Mins. | INA 1 Ayu / Devota    | '2'–1 | VIE 1 Mai / Yến | Beach volleyball stadium National Sport Complex |
| 10 tháng 12 năm 2009 09:45 UTC+7 51 Mins. | (21–18, 16–21, 15–12) |       |                 | Beach volleyball stadium National Sport Complex |

| 10 tháng 12 năm 2009 10:47 UTC+7 33 Mins. | MAS 2 Jesse / Chou Hwa | 0–'2' | LAO 2 Chanaloun / Pany | Beach volleyball stadium National Sport Complex |
| 10 tháng 12 năm 2009 10:47 UTC+7 33 Mins. | (15–21, 9–21)          |       |                        | Beach volleyball stadium National Sport Complex |

| 11 tháng 12 năm 2009 14:15 UTC+7 25 Mins. | VIE 1 Mai / Yến | '2'–0 | MAS 2 Jesse / Chou Hwa | Beach volleyball stadium National Sport Complex |
| 11 tháng 12 năm 2009 14:15 UTC+7 25 Mins. | (21–13, 21–2)   |       |                        | Beach volleyball stadium National Sport Complex |

| 11 tháng 12 năm 2009 15:05 UTC+7 34 Mins. | THA 1 Phokongploy / Kulna | '2'–0 | INA 1 Ayu / Devota | Beach volleyball stadium National Sport Complex |
| 11 tháng 12 năm 2009 15:05 UTC+7 34 Mins. | (21–10, 21–18)            |       |                    | Beach volleyball stadium National Sport Complex |

| 12 tháng 12 năm 2009 09:45 UTC+7 28 Mins. | MAS 2 Jesse / Chou Hwa | 0–'2' | THA 1 Phokongploy / Kulna | Beach volleyball stadium National Sport Complex |
| 12 tháng 12 năm 2009 09:45 UTC+7 28 Mins. | (10–21, 10–21)         |       |                           | Beach volleyball stadium National Sport Complex |

| 12 tháng 12 năm 2009 10:30 UTC+7 31 Mins. | LAO 2 Chanaloun / Pany | 0–'2' | VIE 1 Mai / Yến | Beach volleyball stadium National Sport Complex |
| 12 tháng 12 năm 2009 10:30 UTC+7 31 Mins. | (15–21, 14–21)         |       |                 | Beach volleyball stadium National Sport Complex |

| 13 tháng 12 năm 2009 14:15 UTC+7 28 Mins. | THA 1 Phokongploy / Kulna | '2'–0 | LAO 2 Chanaloun / Pany | Beach volleyball stadium National Sport Complex |
| 13 tháng 12 năm 2009 14:15 UTC+7 28 Mins. | (21–10, 21–16)            |       |                        | Beach volleyball stadium National Sport Complex |

| 13 tháng 12 năm 2009 15:00 UTC+7 30 Mins. | INA 1 Ayu / Devota | '2'–0 | MAS 2 Jesse / Chou Hwa | Beach volleyball stadium National Sport Complex |
| 13 tháng 12 năm 2009 15:00 UTC+7 30 Mins. | (21–11, 21–12)     |       |                        | Beach volleyball stadium National Sport Complex |

| 14 tháng 12 năm 2009 09:45 UTC+7 35 Mins. | VIE 1 Mai / Yến | 0–'2' | THA 1 Phokongploy / Kulna | Beach volleyball stadium National Sport Complex |
| 14 tháng 12 năm 2009 09:45 UTC+7 35 Mins. | (9–21, 17–21)   |       |                           | Beach volleyball stadium National Sport Complex |

| 14 tháng 12 năm 2009 10:30 UTC+7 43 Mins. | LAO 2 Chanaloun / Pany | '2'–0 | INA 1 Ayu / Devota | Beach volleyball stadium National Sport Complex |
| 14 tháng 12 năm 2009 10:30 UTC+7 43 Mins. | (26–24, 21–14)         |       |                    | Beach volleyball stadium National Sport Complex |

##### Bảng B
| VT | Đội                                               | Tr | T | B | Đ  | ST | SB | TSS   | ĐST | ĐSB | TSĐS  |
| -- | ------------------------------------------------- | -- | - | - | -- | -- | -- | ----- | --- | --- | ----- |
| 1  | THA 2 Usa Tenpaksee Jarunee Sannok                | 5  | 5 | 0 | 10 | 10 | 0  | —     | 210 | 116 | 1,810 |
| 2  | MAS 1 Beh Shun Ting Luk Teck Hua                  | 5  | 4 | 1 | 9  | 8  | 2  | 4,000 | 195 | 161 | 1,211 |
| 3  | INA 2 Efa Sri Susilawati Yokbeth Kapasiang        | 5  | 3 | 2 | 8  | 6  | 5  | 1,200 | 201 | 198 | 1,015 |
| 4  | PHI 1 Joanna Botor Carpio Michelle Carolino       | 5  | 2 | 3 | 7  | 4  | 2  | 2,000 | 160 | 193 | 0,829 |
| 5  | LAO 1 Phimphone Boulapha Vongphachanh Xayamonkhon | 5  | 1 | 4 | 6  | 2  | 9  | 0,222 | 171 | 218 | 0,784 |
| 6  | VIE 2 Đỗ Thị Hậu Võ Hồng Loan                     | 5  | 0 | 5 | 5  | 2  | 10 | 0,200 | 180 | 235 | 0,766 |

| 10 tháng 12 năm 2009 13:30 UTC+7 30 Mins. | THA 2 Tenpaksee / Sannok | '2'–0 | VIE 2 Hậu / Loan | Beach volleyball stadium National Sport Complex |
| 10 tháng 12 năm 2009 13:30 UTC+7 30 Mins. | (21–16, 21–8)            |       |                  | Beach volleyball stadium National Sport Complex |

| 10 tháng 12 năm 2009 14:14 UTC+7 30 Mins. | MAS 1 Shun Ting / Teck Hua | '2'–0 | PHI 1 Carpio / Carolino | Beach volleyball stadium National Sport Complex |
| 10 tháng 12 năm 2009 14:14 UTC+7 30 Mins. | (21–6, 21–19)              |       |                         | Beach volleyball stadium National Sport Complex |

| 10 tháng 12 năm 2009 15:00 UTC+7 37 Mins. | LAO 1 Phimphone / Vongphachanh | 0–'2' | INA 2 Efa / Yokbeth | Beach volleyball stadium National Sport Complex |
| 10 tháng 12 năm 2009 15:00 UTC+7 37 Mins. | (18–21, 14–21)                 |       |                     | Beach volleyball stadium National Sport Complex |

| 11 tháng 12 năm 2009 09:45 UTC+7 45 Mins. | VIE 2 Hậu / Loan      | 1–'2' | INA 2 Efa / Yokbeth | Beach volleyball stadium National Sport Complex |
| 11 tháng 12 năm 2009 09:45 UTC+7 45 Mins. | (18–21, 21–18, 11–15) |       |                     | Beach volleyball stadium National Sport Complex |

| 11 tháng 12 năm 2009 10:30 UTC+7 55 Mins. | PHI 1 Carpio / Carolino | '2'–0 | LAO 1 Phimphone / Vongphachanh | Beach volleyball stadium National Sport Complex |
| 11 tháng 12 năm 2009 10:30 UTC+7 55 Mins. | (21–18, 23–21)          |       |                                | Beach volleyball stadium National Sport Complex |

| 11 tháng 12 năm 2009 13:30 UTC+7 40 Mins. | THA 2 Tenpaksee / Sannok | '2'–0 | MAS 1 Shun Ting / Teck Hua | Beach volleyball stadium National Sport Complex |
| 11 tháng 12 năm 2009 13:30 UTC+7 40 Mins. | (21–8, 21–14)            |       |                            | Beach volleyball stadium National Sport Complex |

| 12 tháng 12 năm 2009 13:30 UTC+7 35 Mins. | VIE 2 Hậu / Loan | 0–'2' | MAS 1 Shun Ting / Teck Hua | Beach volleyball stadium National Sport Complex |
| 12 tháng 12 năm 2009 13:30 UTC+7 35 Mins. | (14–21, 14–21)   |       |                            | Beach volleyball stadium National Sport Complex |

| 12 tháng 12 năm 2009 14:15 UTC+7 30 Mins. | LAO 1 Phimphone / Vongphachanh | 0–'2' | THA 2 Tenpaksee / Sannok | Beach volleyball stadium National Sport Complex |
| 12 tháng 12 năm 2009 14:15 UTC+7 30 Mins. | (7–21, 17–21)                  |       |                          | Beach volleyball stadium National Sport Complex |

| 12 tháng 12 năm 2009 15:00 UTC+7 35 Mins. | INA 2 Efa / Yokbeth | '2'–0 | PHI 1 Carpio / Carolino | Beach volleyball stadium National Sport Complex |
| 12 tháng 12 năm 2009 15:00 UTC+7 35 Mins. | (21–16, 21–17)      |       |                         | Beach volleyball stadium National Sport Complex |

| 13 tháng 12 năm 2009 09:45 UTC+7 30 Mins. | THA 2 Tenpaksee / Sannok | '2'–0 | INA 2 Efa / Yokbeth | Beach volleyball stadium National Sport Complex |
| 13 tháng 12 năm 2009 09:45 UTC+7 30 Mins. | (21–16, 21–10)           |       |                     | Beach volleyball stadium National Sport Complex |

| 13 tháng 12 năm 2009 10:30 UTC+7 30 Mins. | MAS 1 Shun Ting / Teck Hua | '2'–0 | LAO 1 Phimphone / Vongphachanh | Beach volleyball stadium National Sport Complex |
| 13 tháng 12 năm 2009 10:30 UTC+7 30 Mins. | (21–12, 21–9)              |       |                                | Beach volleyball stadium National Sport Complex |

| 13 tháng 12 năm 2009 13:30 UTC+7 42 Mins. | PHI 1 Carpio / Carolino | '2'–0 | VIE 2 Hậu / Loan | Beach volleyball stadium National Sport Complex |
| 13 tháng 12 năm 2009 13:30 UTC+7 42 Mins. | (21–14, 21–14)          |       |                  | Beach volleyball stadium National Sport Complex |

| 14 tháng 12 năm 2009 13:30 UTC+7 42 Mins. | PHI 1 Carpio / Carolino | 0–'2' | THA 2 Tenpaksee / Sannok | Beach volleyball stadium National Sport Complex |
| 14 tháng 12 năm 2009 13:30 UTC+7 42 Mins. | (11–21, 7–21)           |       |                          | Beach volleyball stadium National Sport Complex |

| 14 tháng 12 năm 2009 14:15 UTC+7 38 Mins. | INA 2 Efa / Yokbeth | 0–'2' | MAS 1 Shun Ting / Teck Hua | Beach volleyball stadium National Sport Complex |
| 14 tháng 12 năm 2009 14:15 UTC+7 38 Mins. | (13–21, 24–26)      |       |                            | Beach volleyball stadium National Sport Complex |

| 14 tháng 12 năm 2009 15:03 UTC+7 52 Mins. | VIE 2 Hậu / Loan      | 1–'2' | LAO 1 Phimphone / Vongphachanh | Beach volleyball stadium National Sport Complex |
| 14 tháng 12 năm 2009 15:03 UTC+7 52 Mins. | (21–19, 19–21, 10–15) |       |                                | Beach volleyball stadium National Sport Complex |

#### Vòng loại trực tiếp
|  | Tứ kết 15 tháng 12         | Tứ kết 15 tháng 12         | Tứ kết 15 tháng 12         | Tứ kết 15 tháng 12         | Tứ kết 15 tháng 12 |                           |                           | Bán kết 16 tháng 12 | Bán kết 16 tháng 12 | Bán kết 16 tháng 12 | Bán kết 16 tháng 12 | Bán kết 16 tháng 12        |                                   |                                   | Chung kết 17 tháng 12             | Chung kết 17 tháng 12             | Chung kết 17 tháng 12             | Chung kết 17 tháng 12 | Chung kết 17 tháng 12 |  |
|  |                            |                            |                            |                            |                    |                           |                           |                     |                     |                     |                     |                            |                                   |                                   |                                   |                                   |                                   |                       |                       |  |
|  | THA 1 Phokongploy / Kulna  | THA 1 Phokongploy / Kulna  | 21                         | 21                         |                    |                           |                           |                     |                     |                     |                     |                            |                                   |                                   |                                   |                                   |                                   |                       |                       |  |
|  | THA 1 Phokongploy / Kulna  | THA 1 Phokongploy / Kulna  | 21                         | 21                         |                    |                           |                           |                     |                     |                     |                     |                            |                                   |                                   |                                   |                                   |                                   |                       |                       |  |
|  | PHI 1 Carpio / Carolino    | PHI 1 Carpio / Carolino    | 18                         | 8                          |                    |                           |                           |                     |                     |                     |                     |                            |                                   |                                   |                                   |                                   |                                   |                       |                       |  |
|  | PHI 1 Carpio / Carolino    | PHI 1 Carpio / Carolino    | 18                         | 8                          |                    | THA 1 Phokongploy / Kulna | THA 1 Phokongploy / Kulna | 21                  | 21                  |                     |                     |                            |                                   |                                   |                                   |                                   |                                   |                       |                       |  |
|  |                            |                            |                            |                            |                    | THA 1 Phokongploy / Kulna | THA 1 Phokongploy / Kulna | 21                  | 21                  |                     |                     |                            |                                   |                                   |                                   |                                   |                                   |                       |                       |  |
|  |                            |                            | MAS 1 Shun Ting / Teck Hua | MAS 1 Shun Ting / Teck Hua | 19                 | 14                        |                           |                     |                     |                     |                     |                            |                                   |                                   |                                   |                                   |                                   |                       |                       |  |
|  | MAS 1 Shun Ting / Teck Hua | MAS 1 Shun Ting / Teck Hua | MAS 1 Shun Ting / Teck Hua | MAS 1 Shun Ting / Teck Hua | 19                 | 14                        | 29                        | 21                  |                     |                     |                     |                            |                                   |                                   |                                   |                                   |                                   |                       |                       |  |
|  | MAS 1 Shun Ting / Teck Hua | MAS 1 Shun Ting / Teck Hua |                            |                            |                    |                           |                           |                     |                     |                     |                     |                            |                                   |                                   |                                   |                                   |                                   |                       |                       |  |
|  | LAO 2 Chanaloun / Pany     | LAO 2 Chanaloun / Pany     | 27                         | 18                         |                    |                           |                           |                     |                     |                     |                     |                            |                                   |                                   |                                   |                                   |                                   |                       |                       |  |
|  | LAO 2 Chanaloun / Pany     | LAO 2 Chanaloun / Pany     | 27                         | 18                         |                    | THA 1 Phokongploy / Kulna | THA 1 Phokongploy / Kulna | 21                  | 21                  |                     |                     |                            |                                   |                                   |                                   |                                   |                                   |                       |                       |  |
|  |                            |                            |                            |                            |                    |                           |                           |                     |                     |                     |                     |                            |                                   |                                   |                                   |                                   |                                   |                       |                       |  |
|  |                            |                            | THA 2 Tenpaksee / Sannok   | THA 2 Tenpaksee / Sannok   | 6                  | 0                         |                           |                     |                     |                     |                     |                            |                                   |                                   |                                   |                                   |                                   |                       |                       |  |
|  | VIE 1 Mai / Yến            | VIE 1 Mai / Yến            | THA 2 Tenpaksee / Sannok   | THA 2 Tenpaksee / Sannok   | 6                  | 0                         | 19                        | 21                  |                     |                     |                     |                            |                                   |                                   |                                   |                                   |                                   |                       |                       |  |
|  | VIE 1 Mai / Yến            | VIE 1 Mai / Yến            |                            |                            |                    |                           | 19                        | 21                  |                     |                     |                     |                            |                                   |                                   |                                   |                                   |                                   |                       |                       |  |
|  | INA 2 Efa / Yokbeth        | INA 2 Efa / Yokbeth        | 21                         | 23                         |                    |                           |                           |                     |                     |                     |                     |                            |                                   |                                   |                                   |                                   |                                   |                       |                       |  |
|  | INA 2 Efa / Yokbeth        | INA 2 Efa / Yokbeth        | 21                         | 23                         |                    | INA 2 Efa / Yokbeth       | INA 2 Efa / Yokbeth       | 13                  | 7                   |                     |                     |                            | Tranh huy chương đồng 17 tháng 12 | Tranh huy chương đồng 17 tháng 12 | Tranh huy chương đồng 17 tháng 12 | Tranh huy chương đồng 17 tháng 12 | Tranh huy chương đồng 17 tháng 12 |                       |                       |  |
|  |                            |                            |                            |                            |                    | INA 2 Efa / Yokbeth       | INA 2 Efa / Yokbeth       | 13                  | 7                   |                     |                     |                            |                                   |                                   |                                   |                                   |                                   |                       |                       |  |
|  |                            |                            | THA 2 Tenpaksee / Sannok   | THA 2 Tenpaksee / Sannok   | 21                 | 21                        |                           |                     |                     |                     |                     |                            |                                   |                                   |                                   |                                   |                                   |                       |                       |  |
|  | THA 2 Tenpaksee / Sannok   | THA 2 Tenpaksee / Sannok   | THA 2 Tenpaksee / Sannok   | THA 2 Tenpaksee / Sannok   | 21                 | 21                        | 21                        | 21                  |                     |                     |                     | MAS 1 Shun Ting / Teck Hua | MAS 1 Shun Ting / Teck Hua        | 21                                | 21                                |                                   |                                   |                       |                       |  |
|  | THA 2 Tenpaksee / Sannok   | THA 2 Tenpaksee / Sannok   |                            |                            |                    |                           |                           |                     |                     |                     |                     | MAS 1 Shun Ting / Teck Hua | MAS 1 Shun Ting / Teck Hua        | 21                                | 21                                |                                   |                                   |                       |                       |  |
|  | INA 1 Ayu / Devota         | INA 1 Ayu / Devota         | 17                         | 14                         |                    |                           |                           | INA 2 Efa / Yokbeth | INA 2 Efa / Yokbeth | 13                  | 19                  |                            |                                   |                                   |                                   |                                   |                                   |                       |                       |  |

##### Tứ kết
| 15 tháng 12 năm 2009 10:00 UTC+7 | THA 1 Phokongploy / Kulna | '2'–0 | PHI 1 Carpio / Carolino | Beach volleyball stadium National Sport Complex |
| 15 tháng 12 năm 2009 10:00 UTC+7 | (21–18, 21–8)             |       |                         | Beach volleyball stadium National Sport Complex |

| 15 tháng 12 năm 2009 11:00 UTC+7 45 Mins | MAS 1 Shun Ting / Teck Hua | '2'–0 | LAO 2 Chanaloun / Pany | Beach volleyball stadium National Sport Complex |
| 15 tháng 12 năm 2009 11:00 UTC+7 45 Mins | (29–27, 21–18)             |       |                        | Beach volleyball stadium National Sport Complex |

| 15 tháng 12 năm 2009 14:00 UTC+7 40 Mins | VIE 1 Mai / Yến | 0–'2' | INA 2 Efa / Yokbeth | Beach volleyball stadium National Sport Complex |
| 15 tháng 12 năm 2009 14:00 UTC+7 40 Mins | (19–21, 21–23)  |       |                     | Beach volleyball stadium National Sport Complex |

| 15 tháng 12 năm 2009 15:00 UTC+7 34 Mins | THA 2 Tenpaksee / Sannok | '2'–0 | INA 1 Ayu / Devota | Beach volleyball stadium National Sport Complex |
| 15 tháng 12 năm 2009 15:00 UTC+7 34 Mins | (21–17, 21–14)           |       |                    | Beach volleyball stadium National Sport Complex |

##### Bán kết
| 16 tháng 12 năm 2009 14:00 UTC+7 40 Mins. | THA 1 Phokongploy / Kulna | '2'–0 | MAS 1 Shun Ting / Teck Hua | Beach volleyball stadium National Sport Complex |
| 16 tháng 12 năm 2009 14:00 UTC+7 40 Mins. | (21–19, 21–14)            |       |                            | Beach volleyball stadium National Sport Complex |

| December 16 tháng 12 năm 2009 15:00 UTC+7 26 Mins. | INA 2 Efa / Yokbeth | 0–'2' | THA 2 Tenpaksee / Sannok | Beach volleyball stadium National Sport Complex |
| December 16 tháng 12 năm 2009 15:00 UTC+7 26 Mins. | (13–21, 7–21)       |       |                          | Beach volleyball stadium National Sport Complex |

##### Tranh huy chương đồng
| 17 tháng 12 năm 2009 11:00 UTC+7 36 Mins. | MAS 1 Shun Ting / Teck Hua | '2'–0 | INA 2 Efa / Yokbeth | Beach volleyball stadium National Sport Complex |
| 17 tháng 12 năm 2009 11:00 UTC+7 36 Mins. | (21–13, 21–19)             |       |                     | Beach volleyball stadium National Sport Complex |

##### Chung kết
| 17 tháng 12 năm 2009 | THA 1 Phokongploy / Kulna | 2–0 | THA 2 Tenpaksee / Sannok | Beach volleyball stadium National Sport Complex |
| 17 tháng 12 năm 2009 | (21–6, 21–0)              |     |                          | Beach volleyball stadium National Sport Complex |

Trận chung kết tranh huy chương vàng kết thúc bằng việc bỏ cuộc do chấn thương ở set đầu tiên khi tỉ số đang là 9:6 nghiêng về Phokongploy / Kulna.